# منسلاگه
منسلاگه (به آلمانی: Menslage) یک شهر در آلمان است که در Osnabrück واقع شده‌است. منسلاگه ۲٬۵۴۱ نفر جمعیت دارد.